# West Leake
West Leake är en ort och civil parish i Storbritannien.   Den ligger i grevskapet Nottinghamshire och riksdelen England, i den södra delen av landet, 160 km nordväst om huvudstaden London. West Leake ligger 52 meter över havet och antalet invånare är 110.
Terrängen runt West Leake är platt. Runt West Leake är det tätbefolkat, med 570 invånare per kvadratkilometer. Närmaste större samhälle är Nottingham, 14,0 km norr om West Leake. Trakten runt West Leake består till största delen av jordbruksmark.